# 夜間飛行 (ちあきなおみの曲)
「夜間飛行」（やかんひこう）は、1973年6月25日に発売されたちあきなおみのシングルである。

## 解説
1972年5月発売の「禁じられた恋の島」、1972年9月発売の「喝采」（「第14回日本レコード大賞」受賞曲）、1973年2月に発売された「劇場」に続き4作連続で作詞を吉田旺、作曲を中村泰士がそれぞれ担当した。吉田旺と中村泰士のコンビが手がけた「喝采」「劇場」「夜間飛行」の3作品は当時「ドラマチック歌謡」と呼ばれた。
オリコンチャートで15位まで上昇するヒット曲となり、1973年の『第24回NHK紅白歌合戦』では本楽曲が歌唱された。
曲間にはフランス語の機内アナウンスが挿入されており、オルリー空港の名が登場する。
「ドラマチック歌謡」の締めくくりになった本楽曲について、作曲を手がけた中村は「多くの歌手に歌い継がれても遜色ない歌であり、この曲で稀有な歌手と組むことによって喜びとともに湧き上がる作家のジレンマを克服できた。」と語っている。

## 収録曲
（全作詞：吉田旺／作曲：中村泰士／編曲：高田弘）
1. 夜間飛行 （LE VOL DE NUIT ） [3:25]
2. 二年前の秋 （IN AUTUMN TWO YEARS AGO ） [2:50]

## カバー
- おかゆ - シングル『赤いひまわり』（夜間飛行盤、2022年4月27日発売）に収録[3]